# 大湖十份崠茶亭
大湖十份崠茶亭位於臺灣苗栗縣大湖鄉的出關古道北段——十份崠古道上，於民國九十年（2001年）5月16日公告為苗栗縣縣定古蹟。昔日古道上有四座茶亭，由西至東是三義雙龍坡磚造屋頂茶亭、十份崠鞍部石頂茶亭、南湖坑樹茶亭、永興橋下的竹棚茶亭，其中十份崠設有茶亭約可追溯至百年以前，但現今的茶亭則約建於日治時期的大正年間。

## 沿革
十份崠古道約在清咸豐、同治年間成形，取代大寮越嶺道成為南湖地區主要聯外道路，此外經關刀山稜線延伸的多條古道在十份崠交會，使得十份崠茶亭除了是休息站，也是集貨站、訊息交換中心。
現存的茶亭是日治大正年間十份崠居民劉來旺向十份崠、九份庄、南湖坑集資後由當地匠師廖阿榮興建，完工後，奉茶的工作先是由劉來旺之妻莊壽妹負責，後由媳婦劉江星妹負責，之後因要挑水果才轉交給他人接手。而所奉之茶主要是粗茶，但偶爾也會泡芭樂葉或青草茶。
十份崠古道部分路段改為苗60線公路後，古道因而荒廢，茶亭重要性降低，而後歷經九二一大地震與三三一大地震而受損，之後在民國九十四年（2005年）6月進行整修。

## 建築
十份崠茶亭是單開間敞廳式建築，正面朝向苗60線，其他三面為砂岩牆，背面牆上開有兩個石條窗，其面寬422公分，進深458公分，佔地約7.5坪。